# Ledenik
Ledenik je selo u Hrvatskoj, regiji Slavoniji u Osječko-baranjskoj županiji i pripada općini Koški.

## Zemljopisni položaj
Ledenik se nalazi na 100 metara nadmorske visine u nizini istočnohrvatske ravnice. Susjedna naselja: istočno Andrijevac, sjeveroistočno Koška,  sjeverno Niza, sjeverozapadno Breznica Našička te južno Podgorač.
Pripadajući poštanski broj je 31224 Koška, telefonski pozivni 031 i registarska pločica vozila NA (Našice). Površina katastarske jedinice naselja Ledenik je 10,52 km2.

## Stanovništvo
| broj stanovnika | 209   | 271   | 239   | 281   | 325   | 571   | 504   | 715   | 855   | 839   | 725   | 536   | 477   | 388   | 241   | 189   | 131   |
|                 | 1857. | 1869. | 1880. | 1890. | 1900. | 1910. | 1921. | 1931. | 1948. | 1953. | 1961. | 1971. | 1981. | 1991. | 2001. | 2011. | 2021. |

U popisu stanovništva 1857. i 1869. naselje je iskazano pod imenom Bistri Jarak. Od 1921. do 1953. sadrži podatke za bivše naselje Albertinovac. 
Prema rezultatima Popisa stanovništva iz 2011. u Ledeniku je živjelo 189 stanovnika u 74 kućanstva.

## Povijest
Selo se spominje krajem srednjeg vijeka 1392. kad iz kaštela Podgorač prelazi u kaštel Koška. Za vrijeme Turaka selo propada i ne postoji. Početkom 19. stoljeća oko 1810. selo nastanjuju Slovaci iz Stare Bistrice i Zborova sa sjevera Slovačke. Ista grupacija doseljenika slovačkog podrijetla tada dolazi i u Miljevce kod Slatine. Prema navodima župnika iz Podgorača vlč. Mije Bestića prvotno selo je ležalo 500 metara jugozapadno od današnjeg prema šumi Veljanska. Župnik navodi u kronikama župe ("Pabirci spomenici župe u Podgoraču" 1958.), a prema usmenom predanju mještana, da se na tom mjestu pri oranju zemlje još pronalaze cigle. Navodi također da je 1923. prilikom krčenja šume pronađen ćup sa starim novcem u panju hrasta. Većina prvih doseljenika slovačkog porijekla u potrazi za boljim poslom iseljavaju iza Drugog svjetskog rata, a doseljavanju se novi stanovnici hrvatskog i srpskog podrijetla.  

## Obrazovanje
U selu je sredinom 90-tih godina sagrađena nova škola koju uz djecu iz Ledenika pohađaju i djeca iz obližnjeg Andrijevca. Škola je do četvrtog razreda a radi u sklopu Osnovne škole Ivane Brlić-Mažuranić iz Koške.

## Crkva
U selu se nalazi rimokatolička crkva Bezgrješnog začeća Blažene Djevice Marije koja pripada katoličkoj župi Sv. Nikole Biskupa u Podgoraču i našičkom dekanatu Požeške biskupije. Crkveni god(proštenje) ili kirvaj slavi se 8. prosinca.

## Ostalo
U selu je i aktivno Dobrovoljno vatrogasno društvo Ledenik, osnovano 1932.

## Poznate osobe
Pavle Jurina, rukometaš, osvajač zlatne olimpijske medalje

## Vanjske poveznice
- http://www.koska.hr/
- http://www.os-ibmazuranic-koska.skole.hr/  Arhivirana inačica izvorne stranice od 29. lipnja 2013. (Wayback Machine)
- https://www.savez-slovaka.hr/

.